# Péninsule Kamtchatski
Ne doit pas être confondu avec péninsule du Kamtchatka.
La péninsule Kamtchatski (en russe : Камчатский полуостров, Kamchatskiy poluostrov) est l'une des quatre grandes péninsules situées dans le Sud-Est du Kamtchatka, dans l'Extrême-Orient russe. Elle est bordée à l'est par la mer de Béring et au sud-ouest par l'océan Pacifique Nord, qui sont délimités au niveau du cap Kamtchatskiy (ceb) (56° 00′ 29″ N, 163° 02′ 58″ E). À l'ouest, elle est aussi bordée par le  lac Nerpitchie. Elle ne doit pas être confondue avec la péninsule du Kamtchatka sur laquelle elle se trouve.
La péninsule Kamtchatski sépare la baie du Kamtchatka (au sud) de la baie Ozernoï (au nord).
La péninsule Kamtchatski se trouve au nord de la ville d'Oust-Kamtchatsk et de l'embouchure du fleuve Kamtchatka. La péninsule compte plusieurs caps : le cap Kamtchatka (auquel elle doit son nom), le cap d'Afrique (qui est le point le plus oriental de la péninsule du Kamtchatka) et le cap Stolbovoï au nord. Un phare et une station météorologique, dans laquelle se relaient une dizaine de scientifiques, se trouvent sur le cap d'Afrique. Plusieurs petits fleuves traversent la péninsule. Le lac Nerpitchie, plus grand lac du Kamtchatka, est situé sur la péninsule Kamtchatski.
La péninsule est une zone de collision entre la plaque nord-américaine et la plaque d'Okhotsk, dans le prolongement des îles Aléoutiennes et Komandorski. Les tremblements de terre y sont fréquents.
La faune et la flore de la péninsule ne diffèrent pas du reste du Kamtchatka. Les ours bruns y sont toutefois nettement moins nombreux en raison de la proximité des établissements d'Oust-Kamtchatsk et de Kroutoberegovo (ru).